# Karin Bormann
Karin Bormann verh. Kusch (* 22. Mai 1954 in Düsseldorf) ist eine deutsche Schwimmerin und Olympiateilnehmerin. Die 1,78 m große und 59 kg schwere Athletin startete für den 1. SCDüsseldorf, die SSG Saar Max Ritter und die SSF Bonn.

## Sportliche Leistungen
Sie war mehrfache Deutsche Meisterin über 200 m Rücken und 200 m Lagen. Mit 15 Jahren schwamm sie ihren ersten deutschen Rekord für die offene Klasse über 100 m Rücken auf der Kurzbahn. Hinzu kommen mehrere deutsche Staffelmeisterschaften und Siege in den Mannschaftsmeisterschaften (DMS) für die SSF Bonn:
- 1974:
  - 4 × 100 m Freistilstaffel (Team: Karin Bormann, Tordis Grüner, Denise Rosenthal und Myriam Dumont)
- 1975:
  - 4 × 100 m Freistilstaffel (Team: Karin Bormann, Myriam Dumont, Tordis Grüner und Denise Rosenthal)
  - 4 × 100 m Lagenstaffel (Team: Karin Bormann, Gisela Domasik, Myriam Dumont und Denise Rosenthal)
- 1976:
  - 4 × 100 m Rückenstaffel (Team: Karin Bormann, Silke Pielen, Myriam Dumont und Helga Niemann)
  - 4 × 100 m Delfinstaffel (Team: Gudrun Beckmann, Myriam Dumont, Karin Bormann und Hildegard Schütze)
  - 4 × 200 m Rückenstaffel (Team: Helga Niemann, Silke Pielen, Myriam Dumont und Karin Bormann)
  - 4 × 100 m Lagenstaffel (Team: Karin Bormann, Angelika Lages, Gudrun Beckmann und Angela Steinbach)

Darüber hinaus nahm sie an den Olympischen Spielen 1972 in München sowie 1976 in Montreal teil, konnte sich aber für kein Finale qualifizieren. Ihre Ergebnisse:
- 1972:
  - 200 m Rücken: Platz 10 unter 37 Starterinnen (2:25,59 min)
  - 200 m Lagen: Platz 22 unter 44 Starterinnen (2:31,19 min)
- 1976:
  - 100 m Rücken: Als 18. der Vorläufe (1:06,33 min) die Teilnahme am Semifinale nur um 12 Hundertstel verpasst.
  - 200 m Rücken: Platz 25 unter 31 Starterinnen (2:26,72 min)

Karin Bormann ist verheiratet mit dem Schwimmer Walter Kusch und führt den Namen Karina Kusch. Sie arbeitet als Sportlehrerin in Hildesheim.